# Macrophiothrix microplax
Macrophiothrix microplax är en ormstjärneart som först beskrevs av Bell 1884.  Macrophiothrix microplax ingår i släktet Macrophiothrix och familjen Ophiothrichidae. Inga underarter finns listade i Catalogue of Life.